# Holden
 Der er for få eller ingen kildehenvisninger i denne artikel, hvilket er et problem. Du kan hjælpe ved at angive troværdige kilder til de påstande, som fremføres i artiklen.

Holden er en tidligere australsk bilproducent. Firmaet blev grundlagt i 1856 af den da 21 årige James Alexander Holden, der i 1852 var udvandret fra Staffordshire i England. Firmaet fremstillede oprindeligt ridesadler, men gik i 1908 ind i automobilindustrien.  
Selskabet blev i 1931 købt af amerikanske General Motors, og fremstillede biler og komponenter til GM's modeller. Holden distribuerede tillige GM's andre modeller i Australien. Fra omkring 2010 blev Holdens økonomi anstrengt og i 2013 meddelte Holden, at produktionen af køretøjer ville blive indstillet, ved udgangen af 2017. Holden importerede herefter alene GM modeller til Australien, men allerede i 2022 blev selskabet lukket. 

## Historie
Firmaet startede som sadelmagerværksted i Adelaide, South Australia, men begyndte at bygge automobilkarrosserier i 1914. 
I 1924 indgik de kontrakt med General Motors om udelukkende at producere automobilkarosserier til GM's biler. Sideløbende producerede de tog-, bus-, og sporvognskarosserier. Arbejdsstyrken var i 1924 på 2.600 ansatte. Holden var på det tidspunkt den største karosserifabrik udenfor Europa og Nordamerika. 
Året efter grundlagde General Motors et datterselskab, General Motors Australia, (GMA) med samlefabrikker i Perth, Adelaide, Melbourne, og Sydney. Karosserierne blev stadig bygget af Holden i Adelaide. Wall Street-krakket i 1929 påvirkede bilsalget i Australien, og GMA's bilsalg faldt med næsten 90 % i perioden 1928-1932.[kilde mangler]
I 1931 bliver Holden opkøbt af GM, og skifter navn til General Motors-Holden´s Ltd. (GMHA).
I 1936 dukker ideen om en 100% Australsk bil op på GMHA's bestyrelsesmøde. Arbejdsstyrken er nu på 6.500 ansatte, og omfatter masser af faggrupper og know-how. 
I 1937 bygger de det første All-steel karosseri, det bliver lanceret under navnet "Unisteel". 
Da Australien er en del af det Britiske Commonwealth, bliver de involveret i den Anden verdenskrig, og planerne om en Australsk bil skrinlægges. GMHA fabrikkerne får travlt med at producere krigsmateriel til hæren, herunder fly og marinemotorer. 
Ved krigens slutning genoptages projektet, og i 1948 præsenteres Holden 48-215 under stor festivitas som "Australias own Car". Det påstås at det er et gammelt Buick projekt fra 1938, der er tilpasset og lanceret som Holden 10 år senere. Den detalje fremgår dog ikke af Australske bilhistoriebøger, men derimod i George H. Dammann´s "Seventy years of Buick". 
I 1951 præsenteres en Pick-up version, og i 1953 kom efterfølgeren, Holden FJ. 
Den afløses i 1956 af FE modellen der har moderne pontonkarosseri. 
Herefter følger en række ret ens udseende modeller der afsluttes med EK modellen i 1961. 
I 1962 præsenteres EJ modellen der har et kantet "badekardesign" i tidens stil. 
Med EK modellen kom Automatgearet til Holden. Førhen kunne den kun fås med 3-trins manuel gearkasse. Automatgearkasserne var den eneste komponent, der ikke var fremstillet i Australien. De var importeret fra GM i USA, og også brugt i en del andre GM biler i USA og Europa. 
Holden eksporterede en række specialmodeller til England, under navnet HSV. (Holden Sports Vehicle) 
Deres modelpalette op til mellemklassen modsvarer Opel/Vauxhall/Chevrolet’s modeller, mens deres store modeller er unikke for Holden.